# 星兄
星兄（ほしにぃ、1963年5月21日 - ）は、プラネタリウム解説者、シンガーソングライター。星のお兄さん（ほしのおにいさん）として活動していたが2019年頃に改名。本名は田端 英樹（たばた ひでき）。エンターテインメント性の高いプラネタリウム解説で知られる。琵琶湖マリオットホテル（旧ラフォーレ琵琶湖）に勤務していた時に同ホテル併設のプラネタリウム「デジタルスタードーム ほたる」を本拠地として各地プラネタリウムに出演。現在は日本一の星空　長野県阿智村の阿智☆昼神観光局に所属。阿智村を拠点に全国出張公演を実施中。月の半分を阿智村の浪合パークやナイトツアーで天然星で爆笑星空解説を行い、もう半分で全国プラネタリウムなどの行脚を行っている。

## 来歴
滋賀県大津市生まれ。バドミントン選手として実業団で活躍することを夢見て育ち、大阪体育大学在学中には西日本ベスト8入りした。大学卒業後、スポーツ施設が充実しているホテルラフォーレ琵琶湖に就職。同ホテル併設のプラネタリウムがスポーツセンター管轄だったため、プラネタリウム解説に携わるようになる。
独自の判断で解説にジョークを交えるようになったところ次第に話題を呼ぶようになり、1994 - 95年ごろから朝日放送、Kiss-FM 神戸などをはじめとした各種メディアに取り上げられるようになる。天文学の専門家ではないことがかえって、素人ならではの柔軟な発想と面白い解説につながっているとされる。「寄席のような爆笑星座解説」とも評される。スターダストレビュー根本要が「ほしにぃ」と呼んだことがきっかけで、2019年琵琶湖マリオットホテルから阿智昼神観光局への移籍時に星兄と改名。
公式サイトのプロフィールによれば、2002年に『星のお兄さん 公式サイト』としてホームページ開設。2003年からKBS京都ラジオ『秋人のスターダストガーデン』でレギュラーパーソナリティを務める。2005年、大平貴之とセガトイズが共同開発した家庭用プラネタリウム「ホームスター」の付録CDに星空解説収録。2007年、DVD『爆笑！星のお兄さんプラネタリウムショー』をリリース。以後、大平とのコラボイベントや、山崎まさよし、藤井フミヤ、スターダストレビューの根本要、などとのコラボプラネタリウム番組制作を行う。CHEMISTRYの川畑要や及川光博、森口博子などファンクラブイベントのゲストにも呼ばれる。また、嵐のワクワク学校で櫻井翔が星の先生を担当した時に全面的な監修を行った。2015年には47都道府県全国ツアーを開始。古巣「デジタルスタードーム ほたる」での出演も続けるほか、日本各地で出張出演を行っている。2021年には爆笑星空解説を始めて35周年を迎える。
2021年夏、阿智村ヘブンスそのはらにて星兄35周年イベント「STAR LIGHT LIVE　Memorial　〜星兄とゆかいな仲間たち〜」を開催。杏子・元ちとせ・佐藤竹善・中西圭三・花＊花・秋人・ケイスケサカモト・渡部潤一・上坂浩光などゲストに迎え、2日間でのべ2000名を超える集客で大成功を収める。

## 作品

### プラネタリウム番組
- 山崎まさよし×星のお兄さん『星が落ちそうな夜だから』（2014年）
- 藤井フミヤ×星のお兄さん『TRUE LOVE 〜いつか見た星とともに〜』（2015年）
- 根本要×星のお兄さん『夢☆伝説 〜はるか時を超えて〜』（2016年）[4]

### 書籍
- 「星のお兄さん」田端英樹監修『新訳！星座の楽しみ方 星のお兄さんの笑説観察ガイド』（メイツ出版、2015年8月15日）ISBN 978-4780415674

### 星空解説CD・DVD
- 家庭用プラネタリウム「ホームスター」付録CD（2005年）
- 『爆笑！星のお兄さんプラネタリウムショー』（アストロアーツ、2007年8月24日）

### 音楽CD
- シングル「君のドラマティック」（ジャドーズプロデュース、1992年）
- シングル「ミルキーウェイ」（原田真二プロデュース、1995年）
- 星のお兄さん25周年記念CDミニアルバム『永遠の詩 〜 towa no uta 〜』（ラフォーレ琵琶湖、2012年）